# Норт-Лейквілл (Массачусетс)
Норт-Лейквілл (англ. North Lakeville) — переписна місцевість (CDP) в США, в окрузі Плімут штату Массачусетс. Населення — 3290 осіб (2020).

## Географія
Норт-Лейквілл розташований за координатами 41°51′36″ пн. ш. 70°56′21″ зх. д. / 41.86000° пн. ш. 70.93917° зх. д. (41.860010, -70.939271).  За даними Бюро перепису населення США в 2010 році переписна місцевість мала площу 13,37 км², з яких 13,03 км² — суходіл та 0,34 км² — водойми.

## Демографія
Згідно з переписом 2010 року, у переписній місцевості мешкало 2630 осіб у 1021 домогосподарстві у складі 734 родин. Густота населення становила 197 осіб/км².  Було 1098 помешкань (82/км²).
Расовий склад населення:
| - 96,5 % — білих - 1,1 % — чорних або афроамериканців - 0,6 % — азіатів |

До двох чи більше рас належало 1,2 %. Частка іспаномовних становила 0,8 % від усіх жителів.
За віковим діапазоном населення розподілялося таким чином: 24,0 % — особи молодші 18 років, 58,5 % — особи у віці 18—64 років, 17,5 % — особи у віці 65 років та старші. Медіана віку мешканця становила 43,5 року. На 100 осіб жіночої статі у переписній місцевості припадало 94,8 чоловіків;  на 100 жінок у віці від 18 років та старших — 93,1 чоловіків також старших 18 років.
Середній дохід на одне домашнє господарство  становив 76 490 доларів США (медіана — 61 133), а середній дохід на одну сім'ю — 87 951 долар (медіана — 70 699). Медіана доходів становила 50 061 долар для чоловіків та 53 194 долари для жінок. За межею бідності перебувало 3,9 % осіб, у тому числі 2,5 % дітей у віці до 18 років та 8,4 % осіб у віці 65 років та старших.
Цивільне працевлаштоване населення становило 1299 осіб. Основні галузі зайнятості: освіта, охорона здоров'я та соціальна допомога — 23,4 %, транспорт — 13,6 %, роздрібна торгівля — 12,2 %, науковці, спеціалісти, менеджери — 12,2 %.